# چینکو تره
چینکو تره (تلفظ ایتالیایی: [ˈtʃiŋkwe ˈtɛrre] ; لیگوری: Çinque Tære به معنی "پنج سرزمین") یک منطقه ساحلی در لیگوریا، در شمال غربی ایتالیا است. این شهر در غرب استان لا اسپتزیا قرار دارد و شامل پنج روستا است: مونته روسو آل ماره، ورنزا، کورنیلیا، مانارولا و ریوماجیوره می‌شود. خط ساحلی، پنج روستا، و دامنه‌های تپه‌های اطراف، همگی بخشی از پارک ملی سینکو تره، و یک میراث جهانی یونسکو هستند.
منطقه چینکو تره یک مقصد گردشگری محبوب است. در طول قرن‌ها، مردم کرت‌بندیهایی را روی مناظر ناهموار و شیب‌دار درست تا صخره‌هایی که مشرف به دریای لیگوریا هستند ساخته‌اند. مسیرها، قطارها و قایق‌ها روستاها را به هم متصل می‌کنند، زیرا ماشین‌ها فقط از بیرون با سختی زیاد از طریق جاده‌های کوهستانی باریک و ناامن می‌توانند به روستاها برسند.

## تاریخ
نام آن در اسناد مربوط به قرن یازدهم ذکر شده‌است. در قرن شانزدهم، ساکنان قلعه‌های موجود را تقویت کردند و برج‌های دفاعی جدیدی برای دفاع از منطقه در برابر حملات ترک‌ها ساختند.
در ۲۵ اکتبر ۲۰۱۱ باران سیل آسا باعث سیل و رانش گل درچینکو تره شد. ۹ نفر کشته شدند و روستاها به شدت آسیب دیدند.

## شهرهای همسایه
- بوناسولا
- لا اسپزیا
- لریسی
- لوانتو
- پورتو ونره
- سرزنا